# Churidar
I Churidar, o più specificatamente churidar pyjamas, sono dei pantaloni, strettamente aderenti, indossati da uomini e donne in Asia del Sud. Sono una variante dei comuni pantaloni  salwar. I salwar sono larghi in alto e stretti alla caviglia mentre i churidar si restringono più rapidamente in modo da rivelare i contorni della gamba. Di solito sono realizzati con un tessuto naturalmente elastico. L'elaticità è importante quando i pantaloni sono molto attillati. Essi sono anche più lunghi della gamba e talvolta terminano con un polsino abbottonato alla caviglia. La lunghezza in eccesso cade in pieghe e appare come una serie di braccialetti appoggiati sulla caviglia (da qui churidar churi = braccialetto e dar = come). Quando chi lo indossa è seduto, il materiale in eccesso facilita il piegamento delle gambe per sedersi comodamente. La parola churidar proviene dalla lingua urdu ed è entrata nella lingua inglese solo nel XX secolo.
I churidar sono normalmente indossati con kameez (tunica) dalle donne e kurta (una larga tunica) dagli uomini, oppure possono far parte di un completo costituito da corpetto e gonna.

## Galleria d'immagini

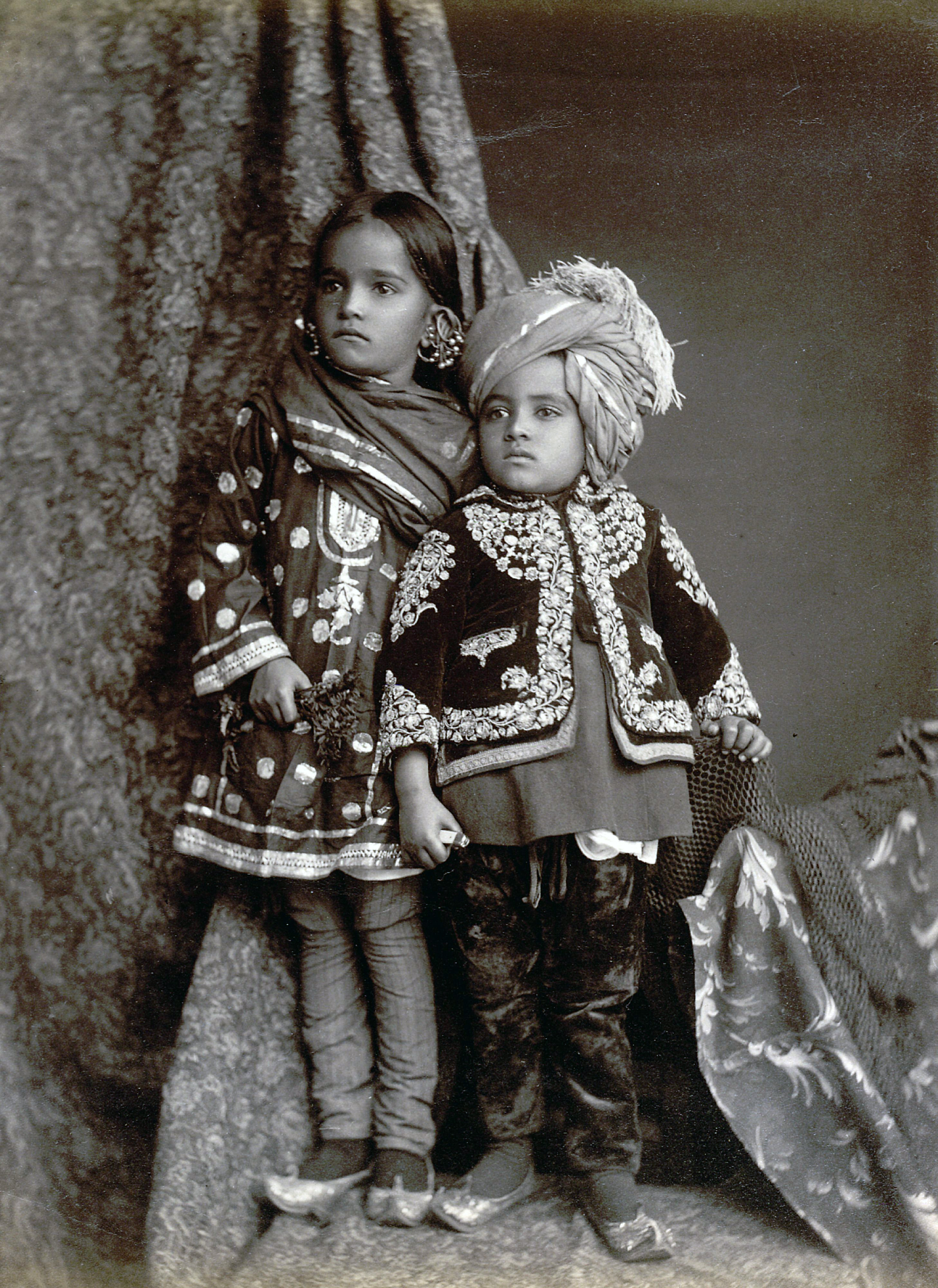
Ritratto di bambini del Kashmir che indossano churidar pyjamas - circa 1890
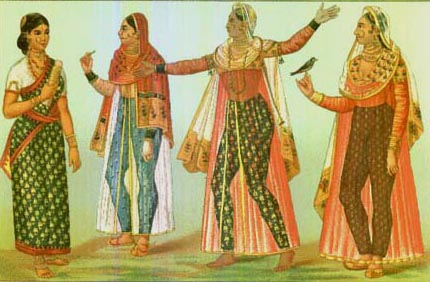
Pittura del XIX secolo di donne indiane che indossano gonne trasparenti su pantaloni churidar
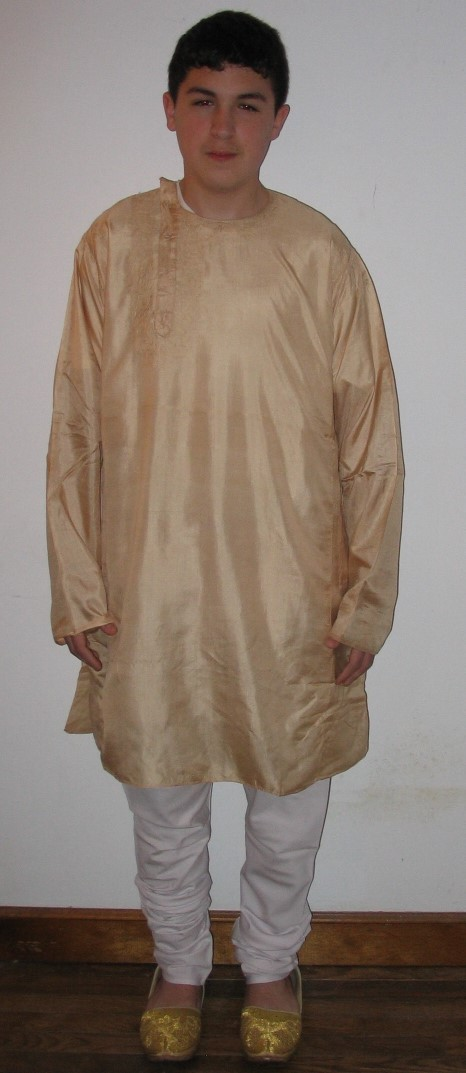
Churidar di cotone indossati con kurta di seta e apertura laterale con scarpe mojari
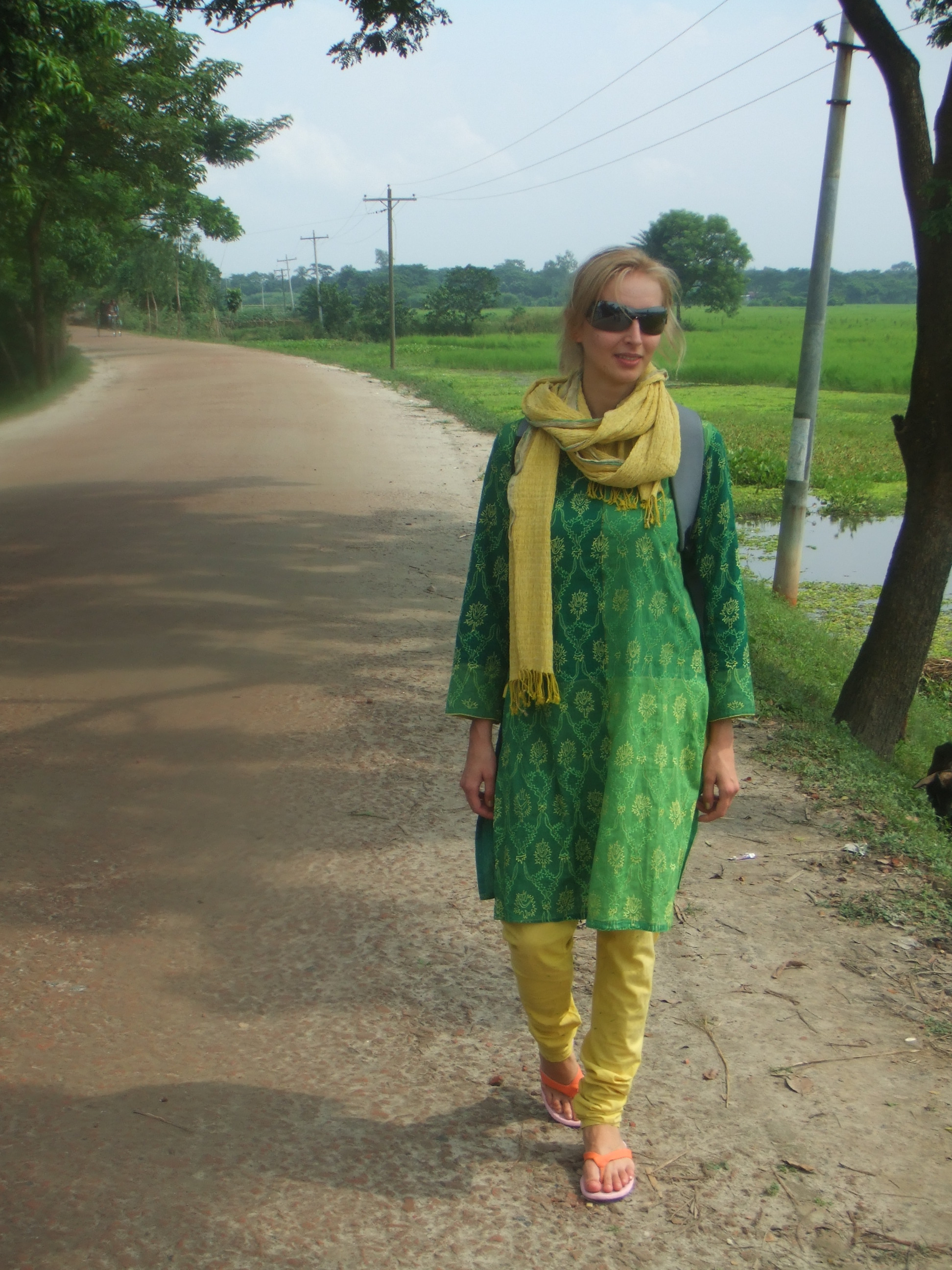
Una donna con churidar in Bangladesh

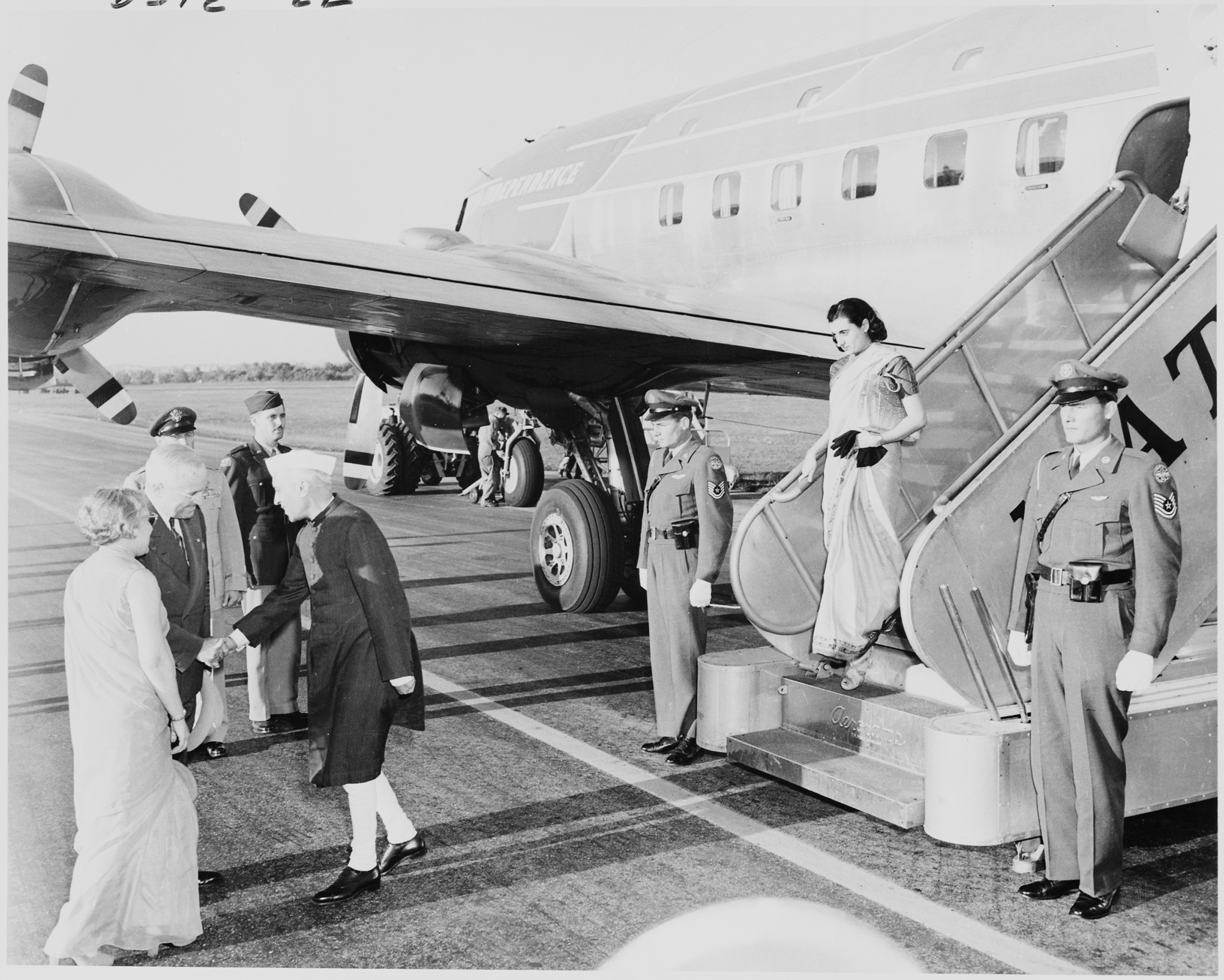
Jawaharlal Nehru, primo ministro dell'India, in churidar, ricevuto dal presidente americano Harry S. Truman al suo arrivo al National Airport, Washington DC, ottobre 1949
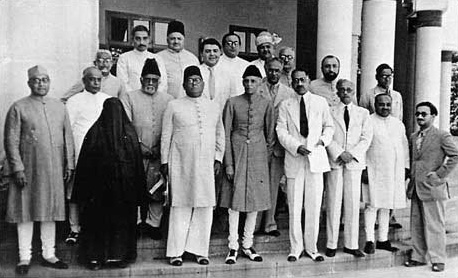
Muhammad Ali Jinnah, fondatore del Pakistan, al centro, e Liaquat Ali Khan, il suo primo Primo ministro, estrema sinistra, entrambi in churidar, all'All-India Muslim League a Lahore, marzo 1940
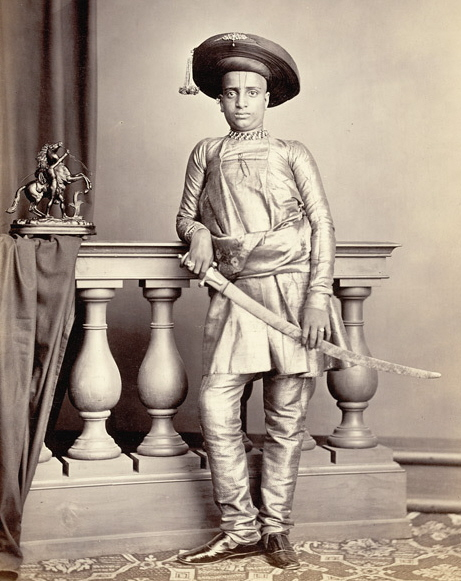
Ritratto del figlio di altezza Chunnasee Rajoonath Pant (indossante i churidar).  1860.  Oriental and India Office Collection, British Library.